# 福岡市立箱崎中学校
福岡市立箱崎中学校（ふくおかしりつはこざきちゅうがっこう, Fukuoka City Hakozaki Junior High School）は、福岡県福岡市東区にある公立中学校。

## 沿革
- 1947年（昭和22年）4月 - 学制改革（六・三制の実施）により、「福岡市立箱崎中学校」が開校。
  - 福岡市立箱崎小学校、福岡市立筥松小学校、福岡市立馬出小学校の3校区生徒を収容。
- 1948年（昭和23年）
  - 4月 - 校旗・校歌を制定。
  - 7月 - 父母教師会（PTA）が結成。
- 1949年（昭和24年）
  - 3月 - 文部省より、モデルスクールに指定を受ける。
  - 4月 - 馬出小学校区生徒を、福岡市立福岡中学校へ分離。
- 1950年（昭和25年）9月 - 運動場が完成。
- 1951年（昭和26年）9月 - 蘇鉄ロータリーが完成。
- 1952年（昭和27年）3月 - 同窓会を結成。
- 1957年（昭和32年）2月 - 図書館が完成。
- 1965年（昭和40年）1月 - 体育館が完成。
- 1970年（昭和45年）1月 - 自転車通学を禁止する。
- 1972年（昭和47年）8月 - プールが完成。
- 1973年（昭和48年）7月 - 給食を開始。
- 1974年（昭和49年）5月 - 校庭の夜間解放を開始。
- 1976年（昭和51年）5月 - 新体育館が完成。
- 1978年（昭和53年）7月 - 異常渇水のため、井戸掘り工事を実施。
- 1979年（昭和54年）7月 - 玄関前池、庭園が完成。
- 1983年（昭和58年）2月 - 格技場が完成。
- 1985年（昭和60年）
  - 7月 - ブルネイ・ダルサラーム国文通友好使節団が来校。
  - 8月 -  - 韓国教育視察団が来校。
- 1988年（昭和63年）2月 - ジョギングロードが完成。
- 1989年（平成元年）6月 - アジア太平洋博覧会（よかトピア）を見学。
- 1990年（平成2年）9月 - とびうめ国体聖火リレーに参加。
- 1993年（平成5年）4月 - 自然教室を開始。
- 2000年（平成12年）3月 - 福岡市立箱崎清松中学校が分離。
- 2002年（平成14年）～ 2004年（平成16年）- 校舎の大規模改修工事を実施。
- 2009年（平成21年）8月 - 体育館の耐震工事を実施。
- 2010年（平成22年）
  - 3月 - 技術科室が完成。
  - 8月 - 校舎耐震工事を実施。
- 2016年（平成28年）2月19日 - 福岡市が2022年（令和4年）以降に九州大学箱崎キャンパス跡地の一部に福岡市立箱崎中学校を移転させる方針を表明[1]。

## 年間行事
3学期制
1学期
- 4月 - 始業式、離・着任式、入学式、対面式、学力検査、PTA総会、家庭訪問
- 5月 - 健康診断、1年自然教室、体育大会
- 6月 - 避難訓練、生徒総会、期末考査
- 7月 - 2年博物授業参観、選手終業式、中大会、地域懇談会

2学期　
- 9月 - 始業式、課題考査、教育相談、3年実力考査
- 10月 - 中間考査、3年実力考査、2年職場体験、生徒会役員改選、クラスマッチ
- 11月 -合唱コンクール 学校公開、意見発表会、期末考査、避難訓練、3年進路説明会
- 12月 - 三者面談、終業式

3学期
- 1月 - 始業式
- 2月 - 私立高校入試、1・2年学年末考査、2年修学旅行、新入生説明会、立志式
- 3月 - 3年生を送る会、公立高校入試、卒業式、修了式

## 部活動
運動部
- ソフトテニス部　（男女）
- バレーボール部　（男女）
- バスケットボール部　（男女）
- サッカー部　（男子）
- 剣道部　（男女）
- 野球部　（男子）

文化部
- 美術部　（男女）
- 吹奏楽部　（男女）
- 放送部　（男女） - 1992年（平成4年）8月にNHK杯全国中学校放送コンクール最優秀賞を受賞。

かつて存在した部活動
- 水泳部 - 1991年（平成3年）8月に全国中学校総合体育大会に出場。
- 柔道部 - 1991年（平成3年）8月に全国中学校総合体育大会に出場。

中総体や中文体の期間中のみ併設される部活動
- バドミントン部
- 水泳部
- 空手部
- 新体操部

## その他
校歌の歌い方が独特で、足を折り曲げながら叫ぶように大声で歌うのが特徴。
2016年(平成28年)に、2パートに分かれて歌う合唱校歌が作られたため、これまでの大声で歌う闘魂校歌と新しい合唱校歌のふたつが存在している。
三大行事（体育大会・クラスマッチ・合唱コンクール）に積極的に力を注いでいる。

## 交通アクセス
最寄りの駅
- 福岡市交通局（地下鉄）福岡市地下鉄箱崎線、西鉄 西鉄貝塚線　「貝塚駅」下車後、徒歩10分ほど。
- 西鉄貝塚線 「名島駅」（比較的離れている）

最寄りのバス停
- 西鉄バス「貝塚駅前」バス停

最寄りの道路
- 国道3号
- 福岡県道550号浜新建堅粕線
- 福岡都市高速 「貝塚出入口」

## 周辺
- 九州大学箱崎キャンパス
- 九州大学松原寮
- 東警察署
- 多々良川
- 福岡市立東箱崎小学校

## 同名の中学校
- 壱岐市立箱崎中学校